# جوئل دیلنا
جوئل دیلنا (انگلیسی: Joël Dielna؛ زادهٔ ۲۷ دسامبر ۱۹۹۰) بازیکن فوتبال اهل فرانسه است.
از باشگاه‌هایی که در آن بازی کرده‌است می‌توان به باشگاه فوتبال بلکپول اشاره کرد.